# غلين مكوي
غلين مكوي (بالإنجليزية: Glenn McCoy)‏ هو فنان قصص مصورة أمريكي، ولد في 19 يونيو 1965 في سانت لويس في الولايات المتحدة.

## وصلات خارجية
- الموقع الرسمي
- غلين مكوي على موقع IMDb (الإنجليزية)
- غلين مكوي على موقع قاعدة بيانات الفيلم (الإنجليزية)